# Кортачча-сулла-Страда-дель-Вино
Кортачча-сулла-Страда-дель-Вино, Куртач-ан-дер-Вайнштрассе (итал. Cortaccia sulla strada del vino, нем. Kurtatsch an der Weinstraße) — коммуна в Италии, располагается в регионе Трентино-Альто-Адидже, подчиняется административному центру Больцано.
Население составляет 2084 человека (2001), плотность населения составляет 72 чел./км². Занимает площадь 29 км². Почтовый индекс — 39040. Телефонный код — 0471.
Покровителем коммуны почитается святой Вигилий, празднование 26 июня.